# Mauricio Cuéllar
Edwin Mauricio Cuéllar Linares (Armenia, Sonsonate, El Salvador; 17 de junio de 1995) es un futbolista salvadoreño, juega como defensa y su actual equipo es el Club Deportivo FAS de la Liga Pepsi.

## Clubes
Actualizado al último partido jugado el 27 de octubre de 2024.
| Santa Tecla Fútbol Club · El Salvador             | 1.ª                 | 2014                | 17  | 0 | - | - | - | - | 17  | 0 |
| Santa Tecla Fútbol Club · El Salvador             | 1.ª                 | 2014-15             | 7   | 0 | - | - | - | - | 7   | 0 |
| Santa Tecla Fútbol Club · El Salvador             | Total               | Total               | 24  | 0 | 0 | 0 | 0 | 0 | 24  | 0 |
| Sonsonate Fútbol Club · El Salvador               | 1.ª                 | 2015-16             | 16  | 0 | - | - | - | - | 16  | 0 |
| Sonsonate Fútbol Club · El Salvador               | 1.ª                 | 2016-17             | 8   | 0 | - | - | - | - | 8   | 0 |
| Sonsonate Fútbol Club · El Salvador               | Total               | Total               | 24  | 0 | 0 | 0 | 0 | 0 | 24  | 0 |
| Club Deportivo FAS · El Salvador                  | 1.ª                 | 2017-18             | 5   | 0 | - | - | - | - | 5   | 0 |
| Club Deportivo FAS · El Salvador                  | 1.ª                 | 2018-19             | 24  | 0 | - | - | - | - | 24  | 0 |
| Club Deportivo FAS · El Salvador                  | 1.ª                 | 2019-20             | 18  | 3 | - | - | - | - | 18  | 3 |
| Club Deportivo FAS · El Salvador                  | 1.ª                 | 2020-21             | 31  | 0 | - | - | 1 | 0 | 32  | 0 |
| Club Deportivo FAS · El Salvador                  | 1.ª                 | 2021-22             |     |   |   |   |   |   |     |   |
| Club Deportivo FAS · El Salvador                  | Total               | Total               | 78  | 3 | 0 | 0 | 1 | 0 | 79  | 3 |
| Asociación Deportiva Isidro Metapán · El Salvador | 1.ª                 | 2023                | 13  | 0 | - | - | - | - | 13  | 0 |
| Asociación Deportiva Isidro Metapán · El Salvador | 1.ª                 | 2023-24             | 41  | 0 | - | - | - | - | 41  | 0 |
| Asociación Deportiva Isidro Metapán · El Salvador | 1.ª                 | 2024                | 8   | 0 | - | - | - | - | 8   | 0 |
| Asociación Deportiva Isidro Metapán · El Salvador | Total               | Total               | 62  | 0 | 0 | 0 | 0 | 0 | 62  | 0 |
| Zacatecoluca FC · El Salvador                     | 1.ª                 | 2025-26             |     |   |   |   |   |   |     |   |
| Zacatecoluca FC · El Salvador                     | Total               | Total               | 0   | 0 | 0 | 0 | 0 | 0 | 0   | 0 |
| Total en su carrera                               | Total en su carrera | Total en su carrera | 188 | 3 | 0 | 0 | 1 | 0 | 189 | 3 |
| (2) No incluye goles en partidos amistosos.       |                     |                     |     |   |   |   |   |   |     |   |

Segunda División de El Salvador/Reservas
| Club                       | País        | Año         |
| -------------------------- | ----------- | ----------- |
| Club Deportivo Salvadoreño | El Salvador | 2010 - 2012 |
| Santa Tecla Fútbol Club    | El Salvador | 2012 - 2014 |

### Selección nacional
| Selección           | Año                 | Partidos | Goles |
| ------------------- | ------------------- | -------- | ----- |
| El Salvador Sub-20  |                     |          |       |
| 2015                | 4                   | 0        |       |
| Total en su carrera | Total en su carrera | 4        | 0     |